# Obersuhler Aue
Obersuhler Aue este o arie protejată (arie specială de conservare — SAC, sit de importanță comunitară — SCI) din Germania întinsă pe o suprafață de 67,99 ha, integral pe uscat.

## Localizare
Centrul sitului Obersuhler Aue este situat la coordonatele 50°56′39″N 10°03′21″E / 50.9442°N 10.0558°E.

## Înființare
Situl Obersuhler Aue a fost declarat sit de importanță comunitară în aprilie 1999 pentru a proteja 18 specii de animale. Situl a fost protejat și ca arie specială de conservare în martie 2008.

## Biodiversitate
Situată în ecoregiunea continentală, aria protejată conține 2 habitate naturale: Lacuri eutrofice naturale cu vegetație de tip Magnopotamion sau Hydrocharition, Fânețe de joasă altitudine (Alopecurus pratensis, Sanguisorba officinalis).
La baza desemnării sitului se află mai multe specii protejate:
- păsări (15): lăcar-de-lac (Acrocephalus scirpaceus), fâsă de luncă (Anthus pratensis), rața moțată (Aythya fuligula), cristeiul de câmp (Crex crex), presură de stuf (Emberiza schoeniclus), becațină comună (Gallinago gallinago), sfrâncioc roșiatic (Lanius collurio), Luscinia svecica cyanecula, gaia neagră (Milvus migrans), gaia roșie (Milvus milvus), Rallus aquaticus aquaticus, pițigoi-pungar (Remiz pendulinus), mărăcinar (Saxicola rubetra), mărăcinar negru (Saxicola torquatus), Tachybaptus ruficollis ruficollis
- amfibieni (2): izvoraș-cu-burta-galbenă (Bombina variegata), triton cu creastă (Triturus cristatus)
- nevertebrate (1): phengaris nausithous (Maculinea nausithous)

Pe lângă speciile protejate, pe teritoriul sitului au mai fost identificate 11 specii de plante, 5 specii de amfibieni, 10 specii de nevertebrate.